# Kamienica Pod Husarzem w Warszawie
Kamienica „Pod Husarzem” – kamienica, która znajdowała się w Warszawie przy ul. Marszałkowskiej 74. Rozebrana po 1944 roku.

## Historia
W miejscu, w którym wybudowano kamienicę „Pod Husarzem” znajdował się zaprojektowany przez Szymona Bogumiła Zuga i wybudowany około 1790 roku parterowy pałacyk bankiera Klemensa Bernaux. W połowie XIX wieku został nadmurowany.
Kamienicę „Pod Husarzem” ukończono w 1898. Narożnik kamienicy wieńczyła rzeźba Jana III Sobieskiego w zbroi husarskiej i dwóch przysiadłych u jego stóp niewiast trzymających tarcze.
Podczas powstania warszawskiego w kamienicy mieścił się sztab batalionu AK „Iwo”.
Po 1944 kamienica została rozebrana. W jej miejsce w latach 60. XX wieku powstał socrealistyczny blok mieszkalny, na którego ścianie frontowej w 1998 odsłonięto tablicę upamiętniającą znajdujący się w tym miejscu sztab batalionu AK.